# Blacus indicus
Blacus indicus är en stekelart som beskrevs av S. Ahmad och Shuja-uddin 2001. Blacus indicus ingår i släktet Blacus och familjen bracksteklar. Inga underarter finns listade.